# 舞優
舞優（まう、2005年7月6日 - ）は、日本の女優。旧芸名および本名は、小西 舞優（こにし まう）。東京都出身。サンミュージックブレーン所属。かつてはスマイルモンキーに所属していた。姉は元女優の水科風優。

## 略歴
2歳半頃、姉の影響で仕事を始める。2008年（平成20年）にテレビドラマ『3月10日東京大空襲 語られなかった33枚の真実』で子役デビュー。将来の夢はどんな役でもできる女優。

## 出演

### テレビドラマ
- 月曜ゴールデン 3月10日東京大空襲 語られなかった33枚の真実（2008年3月10日、TBS） - 石川貴子 役
- エンゼルバンク〜転職代理人 第1話（2010年1月14日、テレビ朝日） - 長野美菜 役
- いぬのおまわりさん（2010年7月4日、MBS） - 入院患者の女の子 役
- 明日の光をつかめ（2010年、東海テレビ） - 横山沙也加（幼少期） 役
- パーフェクト・リポート（2010年、フジテレビ） - 黄田楓 役
- 最上の命医 第9話（2011年3月7日、テレビ東京） - 新丸鈴 役
- CONTROL〜犯罪心理捜査〜 第10話・最終話（2011年3月15日・22日、フジテレビ） - 中川明菜 役
- リバウンド（2011年、日本テレビ） - 大場信子（6歳期） 役
- おひさま（2011年、NHK） - 倉田千津子 役
- この世界の片隅に（2011年8月5日、日本テレビ） - 北條晴美 役
- 美男ですね 最終話（2011年9月23日、TBS） - 青空学園の子ども 役
- 妖怪人間ベム 第1話・第8話（2011年10月22日・12月10日、日本テレビ） - 夏目優以（幼少期） 役
- 似顔絵捜査官001号（2012年3月11日、NHK BSプレミアム） - ミキ 役
- 恋愛ニート〜忘れた恋のはじめ方 最終話（2012年3月23日、TBS） - 女の子 役
- マグマ 第2話 - 第4話（2012年6月17日 - 7月1日、WOWOW） - 野上妙子（幼少期） 役
- 一休さん（2012年6月30日、フジテレビ） - 少女 役
- 金曜プレステージ 悪女たちのメス episode2（2012年12月21日、フジテレビ） - 太田紗江子 役
- あぽやん〜走る国際空港 第3話（2013年1月31日、TBS） - 木村マリン 役
- リアル脱出ゲームTV 〜The Chase〜（2013年4月5日、TBS） - 真藤みな 役
- ダブルス〜二人の刑事 第4話（2013年5月9日、テレビ朝日） - 増田沙織 役
- 潔子爛漫〜きよこらんまん〜 （2013年9月 - 10月、東海テレビ） - 九堂潔子（幼少期） 役
- 緊急取調室 第1話（2014年1月9日、テレビ朝日） - 竹内理絵 役
- 明日、ママがいない 第2話 - 第5話（2014年1月22日 - 2月12日、日本テレビ） - レイカ 役
- 軍師官兵衛（2014年4月・5月・6月、NHK） - 花 役
- 水曜ミステリー9 ドクターハート 薮田公介の事件カルテ（2014年11月19日、テレビ東京） - 北島春菜 役
- 土曜ワイド劇場 ヤメ検の女5（2014年12月20日、ABC） - 嶋田美桜（幼少期） 役
- 警部補・杉山真太郎〜吉祥寺署事件ファイル 第9話（2015年3月9日、TBS） - 狭山遥香 役
- 嵐の涙〜私たちに明日はある〜（2016年2月1日 - 3月31日、東海テレビ） - 枝川すみれ 役
- 男と女のミステリー時代劇 第9話（2016年8月2日、BSジャパン） - おくみ 役
- 青のSP―学校内警察・嶋田隆平―（2021年1月26日・2月2日、関西テレビ・フジテレビ） - 小峰環 役

### 映画
- 毎日かあさん（2011年2月5日、松竹） - フミ 役[6][7][8]
- 奇跡のリンゴ（2013年6月8日、東宝） - 木村雛子（幼少期） 役
- 花宵道中（2014年11月8日、東京テアトル）
- さいはてにて-やさしい香りと待ちながら-（2015年2月28日、東映） - 桜井梨佳 役
- 鉄の子（2016年2月13日、KADOKAWA） - 西野真理子 役[9][10][11]
- ミュージアム（2016年11月12日、ワーナー・ブラザース映画） - 小泉愛美 役
- 星の子（2020年10月9日公開、東京テアトル / ヨアケ）

### 劇場アニメ
- おおかみこどもの雨と雪（2012年7月21日、東宝）
- ジョバンニの島（2014年2月22日、ワーナー・ブラザース映画） - 女の子 役

### バラエティ
- 痛快TV スカッとジャパン「もったいないパパ」（2016年11月7日、フジテレビ） - 雨宮奈津 役

### その他のテレビ番組
- 時々迷々「いつわりのラブレター」（2010年9月29日、NHK教育） - フミの妹 役
- Hello!毎日かあさん（2011年4月4日 - 2013年3月29日、テレビ東京） - 生徒 役[12][13]

### CM
- JAバンク、ちょきんぎょキャンペーン しっかりした子役篇（2010年）
- P&G
  - 『ファブリーズ』イヤ篇（2010年）
- INAX（現 : LIXIL）（2010年）
- 富士通、暮らしと富士通-農業篇-（2010年）[14]
- 雪印乳業（現 : 雪印メグミルク）
  - 『ネオソフト』（2010年）
- エポック社
  - 『アクアビーズアート』（2010年）
- ヤマト運輸、新・宅急便篇（2010年）
- 三菱自動車
  - 『デリカD:5』かけがえのない10年へ篇（2010年）
- ロッテ
  - 『パイの実』（2011年）
- OMソーラー（2011年）
- ホクト（2011年）
- ユニー、創業100周年（2011年）
- ラウンドワン（2013年）
- マイクロソフト（2013年）
- ミツカン（2013年）
- キリン、JFA・キリン スマイルフィールド 子どもたちからの手紙篇（2013年）
- マクドナルド
  - 『ハッピーセット』トムとジェリー 不思議な袋篇（2013年）
- イオンネットスーパー（2015年）
- 餃子の王将、関西ローカル（2016年）
- ベスト個別学院（2019年）

### インターネットテレビ
- ブロックタウン（2012年、YouTube 経済産業省チャンネル）[15]

### 雑誌
- 小学二年生（小学館） - 表紙モデル